# ウィーン裁定
ウィーン裁定（ウィーンさいてい、Vienna Awards）は、ウィーンで行われたドイツを後ろ盾にしての東欧諸国の領土確定決議。1938年11月2日にチェコスロバキアからハンガリー王国に南部スロバキア・南部カルパティア・ルテニアの割譲を定めたものを第一次ウィーン裁定、1940年8月30日にルーマニア王国からハンガリー王国に北部トランシルバニアを割譲することを定めたものを第二次ウィーン裁定という。

## トリアノン条約

歴史的なハンガリー王国の境界

### ハンガリー独立
1918年10月28日、オーストリア＝ハンガリー帝国からチェコスロバキアが独立を宣言した。第一次世界大戦においてチェコスロバキア臨時政府はオーストリア＝ハンガリー帝国からの独立を目指して参戦していた。チェコスロバキアはトマーシュ・マサリクのチェコ人とスロバキア人の連邦政府構想に基づいて生まれた国家であり、チェコ人が多く住むボヘミア・モラビア、スロバキア人の多く住むスロバキアを領有する国家を構想していた。
1918年11月4日、オーストリア＝ハンガリー帝国は降伏した。かつてルーマニア戦線で同盟国に敗れ、同盟国と講和していたルーマニアは休戦協定を破り、11月9日、オーストリア＝ハンガリー帝国に含まれるトランシルヴァニアに侵攻した。トランシルヴァニアは大ルーマニアと呼ばれる領域に含まれており、ルーマニアにとっては宿願の地であった。
11月13日、オーストリア＝ハンガリー帝国からハンガリー民主共和国が独立した。独立当時のハンガリーは二重帝国時代のハンガリー王国の領域である大ハンガリーと呼ばれる広大な領土を持っていた。この領域にはスロバキアとトランシルヴァニアが含まれており、チェコスロバキアやルーマニアとの衝突は必至であった。また南部のクロアチアはセルビア王国が要求していた。
ルーマニア軍はハンガリーの独立に関わらず侵攻を続け、12月1日、アルバ・ユリアにおいてトランシルヴァニアのルーマニアへの併合を宣言した。ハンガリーはこれを認めなかったが、トランシルヴァニアはルーマニアに占拠され続けた。また、チェコスロバキアもスロバキアの編入を求めてスロバキアを占拠しつづけた。

### ハンガリー・ルーマニア戦争
独立後のハンガリーは政情が不安定であり、カーロイ・ミハーイ首相の政権は脆弱であったため、これらに抵抗できなかった。そのためカーロイ首相に対する批判の声はさらに高まった。1919年3月28日、クン・ベーラ率いるハンガリー共産党がハンガリーの政権を握り、ハンガリー・ソビエト共和国が成立した（ハンガリー革命）。しかしハンガリー共産党に対する支持は薄く、国内はさらに混乱した。
4月16日、共産主義国家に東西を挟まれることを危惧したルーマニアは、ハンガリー国内に侵入した（ハンガリー・ルーマニア戦争）。ルーマニア軍に敗北を続けたハンガリー・ソビエト軍は国内を引き締めるために、5月20日にスロバキアに進駐していたチェコスロバキア軍に攻撃を仕掛けた。しかしスロバキアの奪回には至らず、敗色は濃くなった。また6月にはハンガリー南部で海軍大将ホルティ・ミクローシュが政府を建設し、反共派の支持を集めた。8月、ルーマニア軍がブダペストを占領し、ハンガリー・ソビエト共和国は崩壊した。ホルティはルーマニア軍と撤兵交渉を行い、トランシルヴァニアの割譲が決まった。11月にルーマニア軍は撤退した。
1920年3月1日、ホルティはハンガリー王国の成立を宣言し、摂政に就任した。

### 国境確定

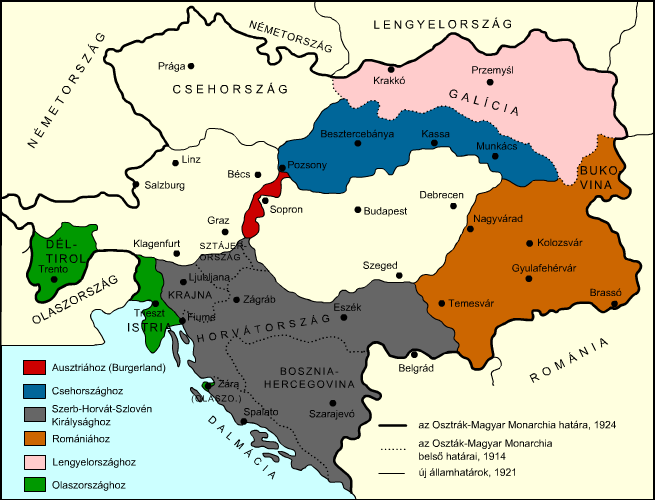
トリアノン条約で分割されたハンガリー。
_{ピンク色はポーランド、紺色はチェコスロバキア、茶色はルーマニア、赤色はオーストリア、灰色はセルブ・クロアート・スロヴェーン王国、緑色はイタリアに編入}

1920年6月10日、パリの大トリアノン宮殿でハンガリーの国境確定を決めるトリアノン条約が締結された。オーストリア＝ハンガリー帝国の継承国であるハンガリー王国は敗戦国であり、ルーマニア、チェコスロバキア、セルビア（セルブ・クロアート・スロヴェーン王国）は戦勝国であった。
そのためハンガリーに対する要求は過酷なものとなり、ハンガリーは大半の領土を失った。条約に対する不満がハンガリー国内に高まり、ホルティはドイツと協調して喪失した領土の回復を求めるようになった。

#### ハンガリーの喪失領土
- 北部ハンガリー（スロバキア、カルパティア・ルテニア）→　チェコスロバキア
- トランシルヴァニア、バナトの大部分　→　ルーマニア
- ヴォイヴォディナ、クロアチア、ボスニア　→　セルブ・クロアート・スロヴェーン王国
- ガリツィア　→　ポーランド
- ブルゲンラント　→　オーストリア
- イストリア半島、南チロル　→　イタリア王国

## ヌイイ条約
ブルガリアは第二次バルカン戦争によって南ドブロジャをルーマニアに割譲しており、対ブルガリア講和条約のヌイイ条約でこの割譲は確定された。

## 第一次ウィーン裁定

1938年から1939年のチェコスロバキア
_{薄紫がミュンヘン会談でドイツへの併合が決まったズデーテン地方、橙色の部分がハンガリーが要求した南部スロバキア、紅色の部分がカルパティア・ルテニア。}

### ミュンヘン会談
1938年5月頃から、チェコスロバキアのズデーテン地方に在住するドイツ人が、同地方の分離とドイツへの併合を求める運動が激しくなっていった。チェコスロバキアにドイツが侵攻するという観測が強まり、再度の世界大戦が危惧されていた（ズデーテン危機）。9月12日、ドイツはチェコスロバキアに対してズデーテン地方におけるドイツ人の公正な処遇を要求すると声明を行い、イギリス首相ネヴィル・チェンバレンが調停に乗り出した。9月19日、イギリスとフランスの駐チェコスロバキア公使はチェコスロバキア大統領エドヴァルド・ベネシュに対し、ドイツに対してズデーテン地方を割譲することを勧告した。チェコスロバキアは一度は拒否したものの結局は受け入れざるを得ず、9月22日にズデーテン地方の割譲を発表した。しかし、割譲手続きには時間がかかり、さらにズデーテン地方にある動産の接収を目指すドイツはあくまで即時割譲を求めた。
同日、ハンガリーが旧領のスロバキアとカルパティア・ルテニアを、さらにポーランドがチェコ領シレジア (en:České Slezsko) の割譲を要求した。ドイツは両国の領土要求を口実に英仏の調停を拒否し、軍の動員姿勢を見せた。世界大戦を回避するために9月29日、ミュンヘンに独英仏伊の四カ国首脳が集まりミュンヘン会談が開かれた。

### ウィーン会議
9月30日に会談は終わり、ミュンヘン協定が成立した。協定ではズデーテン地方のドイツへの割譲とドイツ軍による10日以内の占領を定め、さらにその他の地域は国際委員会によって係争地域の境界を定め、3ヶ月以内に行われる人民投票によって帰属を定めるとした。ドイツとポーランドはこの協定に応じ、ズデーテン地方はドイツ、シレジアのうちテッシェンは人民投票後の12月1日にポーランド領となった。しかしハンガリーは応じず、チェコスロバキア政府に即時割譲を求めた。10月13日にはハンガリー軍が動員され、国境地帯に集結した。両国は交渉を続けたがまとまらず、10月28日、チェコスロバキアとハンガリーはドイツとイタリアに調停を依頼し、その裁定に従うと発表した。
これを受け、ウィーンでドイツ外相ヨアヒム・フォン・リッベントロップとイタリア外相ガレアッツォ・チャーノが主導し、国境画定の交渉が行われた。チェコスロバキアの代表団には後にスロバキア自治政府の代表となるヨゼフ・ティソ、カルパティア・ルテニア自治政府の代表となるアウグスティン・ヴォロシンも参加している。またドイツ航空大臣のヘルマン・ゲーリングも会議に参加している。11月2日に交渉がまとまり、条約が結ばれた。
調停の結果、南部カルパティア・ルテニアと南部スロバキアはハンガリーに帰属することとなった。しかし、これに反発したスロバキアとカルパティア・ルテニアでは独立運動が激化、11月9日にはスロバキアとカルパティア・ルテニアで自治政府が樹立された。このため割譲はスムーズに行われず、ハンガリー国内でも不満が残った。

### スロバキア・ハンガリー戦争
1939年3月14日、スロバキア（スロバキア共和国）とカルパティア・ルテニア（カルパト・ウクライナ共和国）の自治政府はチェコスロバキアからの独立を宣言した。しかしハンガリーはカルパティア・ルテニアに即時侵攻し、併合した。ついでスロバキア併合を目指してスロバキアに侵攻し、スロバキア・ハンガリー戦争が起こったが、ドイツの仲介でハンガリーへの南部スロバキア割譲による和平が成立した。

## 第二次ウィーン裁定

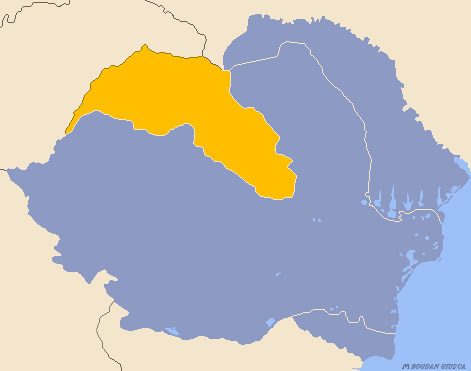
ルーマニアの地図。黄色の部分がハンガリーに割譲された北トランシルヴァニア。

1940年、すでに第二次世界大戦は始まっておりドイツはフランスを下し、バトル・オブ・ブリテンや独ソ戦の準備のために背後を固める必要があった。また、オーストリア併合からポーランド併合にかけての一連の領土拡張政策によって、もはやドイツは東欧において支配的な影響力を持つに至った。また、ハンガリー王国は南部スロバキア、カルパティア・ルテニアを獲得して国力を増大しつつあったが、一方ルーマニアはソビエト連邦のベッサラビア要求に屈してベッサラビアと北ブコビナを割譲しており、国力を減退させつつあった。
ルーマニアとハンガリーの交渉は8月16日にルーマニア・ハンガリー国境に近い街トゥルヌ・セヴェリンで始まった。ハンガリーはできるだけ多くトランシルヴァニアを獲得することを望んだが、ルーマニアはできるだけ小さい領域を割譲してすますことを望んだ。この後ルーマニアの政府はドイツとイタリアに仲裁を依頼した。
ウィーンで協議を行ったドイツのリッベントロップ外相とイタリアのチャーノ外相は8月30日にベルヴェデーレ宮殿で裁定の結果を発表した。同日条約が結ばれ、両国の国境が確定した。
これによりトリアノン条約でルーマニアに割譲されたトランシルバニアのうち北部が、再びハンガリーに帰属されることになった。また、イタリアはこの間に南ドブロジャを要求するブルガリアの要請を受け、ルーマニアに割譲を迫った。このため9月7日にトランシルヴァニア南部の都市クラヨーヴァでクラヨーヴァ条約が結ばれ、南ドブロジャはブルガリア領に編入された。
ルーマニアに対する見返りとしては、軍事使節と銘打たれたドイツ軍がルーマニアに駐在することになり、同国の安全保障の一助となったが、ルーマニア国王カロル2世は多くの領土を明け渡したとして国民から大きな非難を浴び、9月6日に首相イオン・アントネスク将軍のクーデターにより退位を余儀なくされた。ルーマニア軍は北トランシルヴァニアから14日以内に撤退することが求められ、代わりにハンガリー軍が進駐したが、この際に住民との衝突が起き、200人以上の住民が虐殺されたと言われる。
また、会議に参加を求められなかったソビエト連邦は、独ソ不可侵条約における秘密協定のルーマニアの項に違反するとドイツを激しく非難した。

## 戦後
第二次世界大戦終盤の1944年9月12日、ルーマニアは枢軸国から脱落して連合国と休戦協定を結んだ。連合国側として参戦する代償として、北トランシルヴァニアの割譲は無効となった。終戦時、ハンガリーは獲得した領土のすべてを失っていた。
終戦後、1947年のパリ条約により両ウィーン裁定の無効が宣言された。南部スロバキアはチェコスロバキア、北トランシルヴァニアはルーマニアのもとに戻った。
しかし、カルパティア・ルテニアはウクライナ・ソビエト社会主義共和国の一部分ザカルパッチャ州としてソビエト連邦に編入された。またクラヨーヴァ条約は有効となり、南ドブロジャはブルガリアの領土として確定した。